# دوغلاس إيروين
دوغلاس إيروين (بالإنجليزية: Douglas Erwin)‏ عالم أمريكي في علم الأحياء القديمة ولد في الولايات المتحدة. شغل منصب منسق اللا فقاريات في الحقبة القديمة في مؤسسة سميثسونيان في المتحف الوطني للتاريخ الطبيعي ورئيس هيئة التدريس في معهد سانتا في.

## مؤلفاته
- الأزمة الكبرى للحقبة القديمة: الحياة والموت في العصر البرمي (1993).
- الانقراض: كيف أن الحياة على الأرض أصبحت على وشك النهاية منذ 250 مليون سنة (2006)[5]

فيما تعاون في كتابة: 
- حفريات بورغيس الصخري

وشارك في النشر المشترك:
- النهج الجديدة في تنوع سجل الحفريات (1995)
- علم الأحياء القديمة التطوري: مقالات على جيمس فالنتين (1996)
- عمق الزمن: منظور علم الأحياء القديمة (2000)